# Новый альбом
«Новый альбом» — третий студийный альбом российского рэп-исполнителя Noize MC. Альбом выпущен эксклюзивно на ThankYou.ru 30 марта 2012 года, где каждый желающий может сказать «Спасибо» исполнителю в виде денежного взноса. В песне «Вселенная бесконечна?» использован семпл из песни «Empty» группы «The Cranberries» с альбома «No Need to Argue».

## Список композиций[3]
Все тексты написаны Иваном Алексеевым, кроме отмеченных, вся музыка написана Иваном Алексеевым, кроме отмеченных.
| №                   | Название                                                          | Текст песни                                                             | Музыка                                                             | Длительность |
| ------------------- | ----------------------------------------------------------------- | ----------------------------------------------------------------------- | ------------------------------------------------------------------ | ------------ |
| 1.                  | «Вьетнам»                                                         |                                                                         |                                                                    | 4:01         |
| 2.                  | «ШлакваШаклассика»                                                |                                                                         |                                                                    | 2:04         |
| 3.                  | «Я глуп»                                                          |                                                                         |                                                                    | 3:49         |
| 4.                  | «Эгоизм»                                                          |                                                                         |                                                                    | 2:44         |
| 5.                  | «Вселенная бесконечна?»                                           |                                                                         | The Cranberries, Иван «Noize MC» Алексеев                          | 4:20         |
| 6.                  | «Жадина»                                                          |                                                                         |                                                                    | 2:17         |
| 7.                  | «Yes Future»                                                      |                                                                         |                                                                    | 3:08         |
| 8.                  | «Сам» (совместно с RasKar)                                        | Сергей «RasKar» Позняков, Иван «Noize MC» Алексеев                      | Сергей «RasKar» Позняков, Иван «Noize MC» Алексеев                 | 3:49         |
| 9.                  | «Бассейн»                                                         |                                                                         |                                                                    | 3:36         |
| 10.                 | «Похуисты» (совместно с Anacondaz)                                | Сергей «Сега» Карамушкин, Артем «Ортем» Хорев, Иван «Noize MC» Алексеев | Сергей «Сега» Карамушкин, Илья Погребняк, Иван «Noize MC» Алексеев | 4:38         |
| 11.                 | «Болт» (совместно с Ляписом Трубецким)                            | Сергей Михалок, Иван «Noize MC» Алексеев                                | Сергей Михалок, Иван «Noize MC» Алексеев                           | 3:36         |
| 12.                 | «Мы хотим танцевать» (кавер на Кино)                              | Виктор Цой, Иван «Noize MC» Алексеев                                    | Виктор Цой, Иван «Noize MC» Алексеев                               | 4:43         |
| 13.                 | «Школотой»                                                        |                                                                         |                                                                    | 4:27         |
| 14.                 | «Ф.С.Б.» (кавер на Fatboy Slim)                                   | Иван «Noize MC» Алексеев, Игорь Трэйси, Джон Барри, Уинифред Терри      | Игорь Трэйси, Джон Барри, Уинифред Терри                           | 3:41         |
| 15.                 | «Танцi!» (совместно с Воплi Відоплясова & 1Shot)                  | Олег Скрипка, Иван «Noize MC» Алексеев                                  | Вадим «Shramm» Некрасов, Олег Скрипка                              | 3:32         |
| 16.                 | «Ток» (совместно с Вахтангом)                                     |                                                                         | Вахтанг Каландадзе                                                 | 4:15         |
| 17.                 | «Брынь-брынь-брынь»                                               |                                                                         |                                                                    | 2:35         |
| 18.                 | «Друг подруги тёлки брата»                                        |                                                                         | Александр «Кислый» Кислинский, Иван «Noize MC» Алексеев            | 1:50         |
| 19.                 | «Пушкинский рэп»                                                  |                                                                         |                                                                    | 2:30         |
| 20.                 | «Чёрное/Белое» (совместно с Subatomic Sound System & Nomadic Wax) |                                                                         | John Emch, Ben Herson                                              | 3:10         |
| 21.                 | «Эдем 14/88»                                                      |                                                                         |                                                                    | 7:01         |
| 22.                 | «Правда» (скрытый трек, начинается на 3:19 21 трека)              | Василий Обломов, Сергей Шнуров, Иван «Noize MC» Алексеев                | Василий Обломов, Сергей Шнуров, Иван «Noize MC» Алексеев           | 3:42         |
| Общая длительность: | Общая длительность:                                               | Общая длительность:                                                     | Общая длительность:                                                | 75:59        |

| №                   | Название                                                          | Текст песни                                                             | Музыка                                                                                        | Длительность |
| ------------------- | ----------------------------------------------------------------- | ----------------------------------------------------------------------- | --------------------------------------------------------------------------------------------- | ------------ |
| 1.                  | «Вьетнам»                                                         |                                                                         |                                                                                               | 4:01         |
| 2.                  | «ШлакваШаклассика»                                                |                                                                         |                                                                                               | 2:04         |
| 3.                  | «Я глуп»                                                          |                                                                         |                                                                                               | 3:49         |
| 4.                  | «Эгоизм»                                                          |                                                                         |                                                                                               | 2:44         |
| 5.                  | «Вселенная бесконечна?»                                           |                                                                         | The Cranberries, Иван «Noize MC» Алексеев                                                     | 4:20         |
| 6.                  | «Жадина»                                                          |                                                                         |                                                                                               | 2:17         |
| 7.                  | «Yes Future»                                                      |                                                                         |                                                                                               | 3:08         |
| 8.                  | «Сам» (совместно с RasKar)                                        | Сергей «RasKar» Позняков, Иван «Noize MC» Алексеев                      | Сергей «RasKar» Позняков, Иван «Noize MC» Алексеев                                            | 3:49         |
| 9.                  | «Бассейн»                                                         |                                                                         |                                                                                               | 3:36         |
| 10.                 | «ЗА*БАЛИСЬ!»                                                      |                                                                         | Павел Pa$hock Тетерин, Максим Крамар, Александр «Кислый» Кислинский, Иван «Noize MC» Алексеев | 4:38         |
| 11.                 | «Похуисты» (совместно с Anacondaz)                                | Сергей «Сега» Карамушкин, Артем «Ортем» Хорев, Иван «Noize MC» Алексеев | Сергей «Сега» Карамушкин, Илья Погребняк, Иван «Noize MC» Алексеев                            | 4:38         |
| 12.                 | «Болт» (совместно с Ляписом Трубецким)                            | Сергей Михалок, Иван «Noize MC» Алексеев                                | Сергей Михалок, Иван «Noize MC» Алексеев                                                      | 3:36         |
| 13.                 | «Мы хотим танцевать» (кавер на Кино)                              | Виктор Цой, Иван «Noize MC» Алексеев                                    | Виктор Цой, Иван «Noize MC» Алексеев                                                          | 4:43         |
| 14.                 | «Школотой»                                                        |                                                                         |                                                                                               | 4:27         |
| 15.                 | «Танцi!» (совместно с Воплi Відоплясова & 1Shot)                  | Олег Скрипка, Иван «Noize MC» Алексеев                                  | Вадим «Shramm» Некрасов, Олег Скрипка                                                         | 3:32         |
| 16.                 | «Ток» (совместно с Вахтангом)                                     |                                                                         | Вахтанг Каландадзе                                                                            | 4:15         |
| 17.                 | «Брынь-брынь-брынь»                                               |                                                                         |                                                                                               | 2:35         |
| 18.                 | «Друг подруги тёлки брата»                                        |                                                                         | Александр «Кислый» Кислинский, Иван «Noize MC» Алексеев                                       | 1:50         |
| 19.                 | «Пушкинский рэп»                                                  |                                                                         |                                                                                               | 2:30         |
| 20.                 | «Чёрное/Белое» (совместно с Subatomic Sound System & Nomadic Wax) |                                                                         | John Emch, Ben Herson                                                                         | 3:10         |
| 21.                 | «Эдем 14/88»                                                      |                                                                         |                                                                                               | 2:49         |
| Общая длительность: | Общая длительность:                                               | Общая длительность:                                                     | Общая длительность:                                                                           | 72:33        |

## Участники записи
Noize MC
- Иван «Noize MC» Алексеев — вокал, гитара (1-10, 13, 14, 16-19), бас-гитара (1, 2, 4-9, 14, 16), клавишные (1, 2, 4-6, 10, 13, 19, 21), вертушки (8), продакшн, аранжировки, исполнительное продюсирование (1-11, 13, 14, 16-19, 21)
- Максим Крамар — бэк-вокал (10, 14, 15, 18), гитара (3, 10, 18)
- Павел «Pa$hock» Тетерин — ударные (1, 3, 6, 7, 9, 10, 14, 16, 18), бэк-вокал (10, 14, 15, 18)
- Александр «Кислый» Кислинский — бэк-вокал (10, 14, 15, 18), бас-гитара (3, 10, 18)
- Станислав «DJ Mos» Аммосов — скретчинг (3, 6, 7, 9, 10, 14, 16, 18, 20), бэк-вокал (15)

Дополнительные музыканты
- Сергей «RasKar» Позняков — вокал (8), клавишные (3, 7-9, 17), бэк-вокал (2, 10, 14, 15, 18), продакшн, аранжировки, исполнительное продюсирование (1-10, 13, 14, 16-21)
- Сергей «Сега» Карамушкин — вокал (11)
- Артём «Ортём» Хорев — вокал (11)
- Сергей Михалок — вокал (12)
- Олег Скрипка — вокал (15)
- Вахтанг Каландадзе — вокал (16)
- Анастасия «Staisha» Александрина — бэк-вокал (2, 8, 18)
- детский ансамбль «Авита» — бэк-вокал (6)
- Сергей «Скворец» Скворцов — гитара (7, 9, 14, 16, 18), бэк-вокал (14, 18)
- Вадим «Shramm» Некрасов — клавишные (15), бэк-вокал (15), продакшн, аранжировки, исполнительное продюсирование (8, 19, 21)
- Александр «Башик» Башилов — бэк-вокал (2)
- Владимир Коваль — бэк-вокал (14)
- Алексей «PROFF» Назарчук — бэк-вокал (15)
- Дима Буланцев — бэк-вокал (10)
- Олег Кудрявцев — саксофон (2, 6, 14, 18), бэк-вокал (14)
- Алексей Алексеев — труба (2, 6, 14, 18), бэк-вокал (14)
- Ярослав Данилин — тромбон (2, 6, 14, 18), бэк-вокал (14)
- Валентин «Метла» Долгих — гитара (12)
- Илья Погребняк — гитара (11)
- Евгений Форманенко — бас-гитара (11)
- Юрий «DJ Patz» Гришанов — вертушки (1)
- Влад «Худрук» Осколков — скрипка (6, 7, 9, 18)
- Митя Фастунов — виолончель (2, 6, 7, 9, 18)
- проект 1Shot — продакшн, аранжировки, исполнительное продюсирование (12, 15)
- группа Anacondaz — продакшн, аранжировки, исполнительное продюсирование (11)
- John Emch - продакшн, аранжировки, исполнительное продюсирование (20)
- Ben Herson - продакшн, аранжировки, исполнительное продюсирование (20)